# Papille génitale
La papille génitale est un composant anatomique des organes génitaux externes de certains animaux.

## Chez les mammifères
Chez les mammifères, la papille génitale est une partie des organes génitaux externes de la femelle, qui n'est pas présent chez l'homme. Elle apparaît comme un petit morceau de tissu charnu. La papille couvre l'ouverture du vagin.

## Chez les poissons
Chez les poissons, la papille génitale est un petit tube charnu placé derrière l'anus et présent chez certaines espèces, à partir duquel le sperme ou les ovules sont libérés ; le sexe d'un poisson peut souvent être déterminé par la forme de sa papille.